# Анри дьо Валансиен
Анри дьо Валансиен (на френски: Henri de Valenciennes) е писател и хронист от Ено, живял в края на ХІІ – началото на ХІІІ век, участник в Четвъртия кръстоносен поход.
За живота на Анри дьо Валансиен няма почти никакви сведения. Името му го свързва с град Валансиен, по това време владение на Ено, чийто граф Балдуин става пръв латински император на Константинопол. Анри дьо Валансиен е поет и може би духовник, част от близкото обкръжение на Анри Фландърски, по-малкия брат на Балдуин и втори латински император.
Традиционно Анри дьо Валансиен е смятан за автор на три произведения на старофренски език. Някои съвременни автори оспорват авторството му на първото от тях, поемата „Ле на Аристотел“ („Lai d'Aristote“). За сигурна се смята поемата му „Присъдата на нашия Господ“ („Jugement de Nostre Seigneur“), писана около 1200 година.
Най-известното произведение на Анри дьо Валансиен е хрониката „История на император Анри“ („Histoire de l'empereur Henri“), писана около 1210 година. Тя е продължение на хрониката „Завладяването на Константинопол“ на Жофроа дьо Вилардуен (с прекъсване в хронологията на събитията от около 8 – 9 месеца), поради което номерирането на нейните параграфи започва от 501. Хрониката на Дьо Валансиен обхваща краткия период от май 1208 до юли 1209 година, но е най-подробният източник за събитията в Константинопол по това време.